# Михайловка (Каневский район)
Михайловка (укр. Михайлівка) — село в Каневском районе Черкасской области Украины.
Население по переписи 2001 года составляло 420 человек. Почтовый индекс — 19027. Телефонный код — 4736.

## Местный совет
19026, Черкасская обл., Каневский р-н, с. Хмельная